# Cratere Massicus
Massicus è un cratere sulla superficie di Dione.